# Amblydoras gonzalezi
Amblydoras gonzalezi és una espècie de peix de la família dels doràdids i de l'ordre dels siluriformes. Poden assolir 9,8 cm de longitud total.
És un peix d'aigua dolça i de clima tropical. Es troba a la conca del conca del riu Orinoco i Canal Casiquiare a Sud-amèrica.